# Teen Titans Go!
Teen Titans Go! (tựa đề tiếng Việt: Biệt đội Thiếu niên Titan xuất kích!), viết tắt là TTG, là loạt phim hoạt hình Mỹ được phát triển bởi Aaron Horvath và Michael Jelenic và công chiếu trên kênh Cartoon Network vào ngày 23 tháng 4 năm 2013, dựa trên nhóm siêu anh hùng giả tưởng của DC Comics. Loạt phim được công bố sau sự phổ biến của các phim ngắn về New Teen Titans của DC Nation. Các công ty sản xuất bao gồm DC Entertainment và Warner Bros. Animation, với việc tạo hoạt hình được gia công cho Copernicus Studios và Bardel Entertainment tại Canada.
Sở hữu một phong cách hoạt hình khác, Teen Titans Go! là một tác phẩm spin-off hài hước và hầu như không có sự tiếp nối đến loạt phim Teen Titans gốc (mặc dù vài chi tiết liên quan vẫn được đề cập đến như những chi tiết fan service hài hước) hay bất kỳ tác phẩm nào khác thuộc nhượng quyền DC Comics. Nhiều nhân vật DC xuất hiện với vai trò khách mời và được đề cập đến trong hậu cảnh. Dàn diễn viên lồng tiếng chính từ phần phim gốc cũng quay trở lại với các vai diễn của họ trong phần phim này. Bộ phim này khám phá những việc mà nhóm Titans làm khi họ quanh quẩn bên toà tháp Titans Tower.
Hai phim điện ảnh của Teen Titans Go! là Teen Titans Go! To the Movies và Teen Titans Go! vs Teen Titans lần lượt được phát hành vào năm 2018 và năm 2019.

## Cốt truyện
Teen Titans Go! là một loạt phim hoạt hình về những cuộc phiêu lưu của các Titans trẻ: Robin, Starfire, Cyborg, Raven và Beast Boy. Nhóm thiếu niên này cư trú tại thành phố Jump City khi không giải cứu thế giới trong lúc sống cùng nhau mà không có sự can thiệp của người lớn. Không giống đa số phim truyền hình siêu anh hùng khác, các tình huống trong Teen Titans Go! khá hài hước, điên rồ và mang tính bắt chước một cách châm biếm. Ví dụ, những trò đùa trẻ con khiến sự nguy hiểm của các tình huống đạt mức cao hơn, nhận bằng lái xe sau khi phá huỷ xe Batmobile của Batman, hoặc giặt quần áo sau khi bị bẩn lúc chiến đấu với kẻ thù. Trong Teen Titans Go!, các nhân vật của loạt phim gốc xuất hiện đều đặn, dù vai trò của họ bị cắt giảm và/hoặc tính cách của họ thì thái quá. Loạt phim cũng có nhiều sự liên kết hơn đến phần lớn Vũ trụ DC, với nhiều sự đề cập hơn đến các nhân vật khác bao gồm các thành viên Justice League, cộng thêm vài lần xuất hiện của Batman và Ủy viên James Gordon trong những khoảnh khắc vui vẻ.
Trong Teen Titans Go! có xuất hiện những câu nói đùa liên quan đến toàn bộ Vũ trụ DC, nhiều trong số đó xảy ra vào những khoảnh khắc dễ bị bỏ lỡ, cũng như vô số câu nói đùa tự cười nhạo chính bản thân tác phẩm. Phim cũng có vài lần xuất hiện với vai trò khách mời của các nhân vật từ Teenage Mutant Ninja Turtles khi các Titan giao lưu với các nhân vật này; cụ thể là trong loạt phim năm 2012, hai diễn viên Greg Cipes và Scott Menville cũng đã tham gia lồng tiếng. Đặc biệt, trong tập "Truth, Justice, and What?" và phim điện ảnh Teen Titans Go! To the Movies, các Ninja Rùa đã xuất hiện với vai trò khách mời.

## Nhân vật
| Dàn diễn viên chính | Dàn diễn viên chính                                                        | Dàn diễn viên chính                                                                                | Dàn diễn viên chính                                                   | Dàn diễn viên chính                                  | Dàn diễn viên chính |
| --- | -------------------------------------------------------------------------- | -------------------------------------------------------------------------------------------------- | --------------------------------------------------------------------- | ---------------------------------------------------- | ------------------- |
| |                                                                            | |                                                                       |                                                      |                     |
| Scott Menville | Hynden Walch                                                               | Khary Payton                                                                                       | Tara Strong                                                           | Greg Cipes                                           |                     |
| Robin, Speedy, Billy Numerous, Birdarang, Detective Chimp, Killer Moth, Robin (Tim Drake), Robin (Carrie Kelley), Brain, các vai lồng tiếng bổ sung | Starfire, Blackfire, Madame Rouge, Sparkleface, các vai lồng tiếng bổ sung | Cyborg, Zan, Sticky Joe, Couch Spirit, Universe Tree, Halloween Spirit, các vai lồng tiếng bổ sung | Raven, Silkie, Jayna, Batgirl, Butterbean, các vai lồng tiếng bổ sung | Beast Boy, Puppet Wizard, các vai lồng tiếng bổ sung |                     |

## Các tập phim
| Mùa | Mùa | Số tập | Số tập | Phát sóng gốc        | Phát sóng gốc        |
| Mùa | Mùa | Số tập | Số tập | Phát sóng lần đầu    | Phát sóng lần cuối   |
| --- | --- | ------ | ------ | -------------------- | -------------------- |
|     | 1   | 52     | 52     | 23 tháng 4 năm 2013  | 5 tháng 6 năm 2014   |
|     | 2   | 52     | 52     | 12 tháng 6 năm 2014  | 30 tháng 7 năm 2015  |
|     | 3   | 53     | 53     | 31 tháng 7 năm 2015  | 13 tháng 10 năm 2016 |
|     | 4   | 52     | 52     | 20 tháng 10 năm 2016 | 25 tháng 6 năm 2018  |
|     | 5   | 52     | 52     | 25 tháng 6 năm 2018  | 4 tháng 4 năm 2020   |
|     | 6   | 52     | 52     | 4 tháng 10 năm 2019  | 1 tháng 5 năm 2021   |
|     | 7   | TBA    | TBA    | 8 tháng 1 năm 2021   | TBA                  |